# Jens Nielsen (wioślarz)
Jens Nielsen (ur. 15 października 1990 r. w Randers) – duński wioślarz.

## Osiągnięcia
- Mistrzostwa Świata Juniorów – Linz 2008 – ósemka – 10. miejsce[1].
- Mistrzostwa Świata U-23 – Račice 2009 – czwórka podwójna wagi lekkiej – 7. miejsce[1].
- Mistrzostwa Świata U-23 – Brześć 2010 – czwórka podwójna wagi lekkiej – 7. miejsce[1].
- Mistrzostwa Europy – Montemor-o-Velho 2010 – ósemka wagi lekkiej – 2. miejsce[1].